# Альберт Гвюдмюндссон (футболист, 1997)
Альберт Гвюдмюндссон (исл. Albert Guðmundsson; родился 15 июня 1997 года, Исландия) — исландский футболист, вингер итальянского клуба «Фиорентина» и сборной Исландии. Участник чемпионата мира 2018 года.
Сын исландского футболиста и телекомментатора Гвюдмюндюра Бенедиктссона. Правнук первого профессионального футболиста страны Альберта Сигюрдюра Гвюдмюндссона.

## Клубная карьера
Альберт Гвюдмюндссон — воспитанник «Рейкьявика» и нидерландских клубов «Херенвен» и ПСВ. В июле 2015 года подписал с ПСВ трёхлетний контракт. Для получения игровой практики Альберт начал выступать за дублирующий состав последнего. 25 сентября 2015 года в матче против «Эммена» Альберт Гвюдмюндссон дебютировал в Эрстедивизи. 20 августа 2017 года в матче против НАК Бреда он дебютировал в Эредивизи, заменив во втором тайме Ирвинга Лосано. В своём дебютном сезоне он стал чемпионом Нидерландов.
Летом 2018 года Альберт Гвюдмюндссон перешёл в АЗ. Сумма трансфера составила 1,8 млн. евро. В матче против «Эммена» он дебютировал за новый клуб. 16 сентября в поединке против «Фейеноорда» Альберт забил свой первый гол за АЗ.
31 января 2022 года Альберт Гвюдмюндссон перешёл в итальянский «Дженоа». 13 февраля в матче против «Салернитаны» он дебютировал в итальянской Серии A. 6 мая в поединке против «Ювентуса» Альберт забил свой первый гол за «Дженоа». По итогам сезона клуб вылетел в Серию B, но игрок остался в команде и, забив 11 голов, через год помог ей вернуться в элиту.

## Международная карьера
10 января 2017 года в товарищеском матче против сборной Китая Альберт Гвюдмюндссон дебютировал в сборной Исландии. 14 января в поединке против сборной Индонезии Альберт сделал хет-трик, забив свои первые голы за национальную команду.
В 2018 году Альберт Гвюдмюндссон принял участие в чемпионате мира в России. На турнире он сыграл в матче против сборной Хорватии.
Альберт Гвюдмюндссон является единственным игроком в истории сборной Исландии, оформившим два хет-трика в матчах за национальную команду.

## Голы за сборную Исландии
| №   | Дата            | Место                                         | Противник   | Счёт | Результат | Соревнование                              |
| --- | --------------- | --------------------------------------------- | ----------- | ---- | --------- | ----------------------------------------- |
| 1.  | 14 января 2018  | «Гелора Бунг Карно», Джакарта, Индонезия      | Индонезия   | 1:1  | 1:4       | Товарищеский матч                         |
| 2.  | 14 января 2018  | «Гелора Бунг Карно», Джакарта, Индонезия      | Индонезия   | 1:3  | 1:4       | Товарищеский матч                         |
| 3.  | 14 января 2018  | «Гелора Бунг Карно», Джакарта, Индонезия      | Индонезия   | 1:4  | 1:4       | Товарищеский матч                         |
| 4.  | 8 июня 2021     | Городской стадион, Познань, Польша            | Польша      | 0:1  | 2:2       | Товарищеский матч                         |
| 5.  | 11 октября 2021 | «Лёйгартальсвётлюр», Рейкьявик, Исландия      | Лихтенштейн | 2:0  | 4:0       | Товарищеский матч                         |
| 6.  | 11 октября 2021 | «Лёйгартальсвётлюр», Рейкьявик, Исландия      | Лихтенштейн | 3:0  | 4:0       | Товарищеский матч                         |
| 7.  | 21 марта 2024   | Стадион имени Ференца Сусы, Будапешт, Венгрия | Израиль     | 1:1  | 1:4       | Стыковой матч отборочного турнира ЧЕ-2024 |
| 8.  | 21 марта 2024   | Стадион имени Ференца Сусы, Будапешт, Венгрия | Израиль     | 1:3  | 1:4       | Стыковой матч отборочного турнира ЧЕ-2024 |
| 9.  | 21 марта 2024   | Стадион имени Ференца Сусы, Будапешт, Венгрия | Израиль     | 1:4  | 1:4       | Стыковой матч отборочного турнира ЧЕ-2024 |
| 10. | 26 марта 2024   | «Вроцлав», Вроцлав, Польша                    | Украина     | 0:1  | 2:1       | Стыковой матч отборочного турнира ЧЕ-2024 |

## Достижения
Клубные
 ПСВ
- Победитель Эредивизи — 2017/18